# Поплавский, Чеслав-Виктор Константинович
Че́слав-Ви́ктор Константи́нович Попла́вский (бел. Віктар Чэслаў Канстанцінавіч Паплаўскі, 21 мая 1951 — 17 января 2006) — белорусский советский музыкант. Участник ВИА «Песняры».

## Биография
Родился в музыкальной семье, отец, хормейстер Константин Поплавский (1912—1984), вместе с Геннадием Цитовичем создавал Белорусский государственный народный хор.
Чеслав-Виктор — младший брат известной эстрадной певицы Ядвиги Поплавской (род. 1949 год). Ядвига вспоминала:
В нашей семье было трое детей — старшая сестра, младший брат и я. У папы была мечта сделать семейное трио. Кристина должна была играть на фортепиано, я — на скрипке, а младший Чесик — на виолончели..
Работал в ВИА «Песняры» в 1972—1979 годах и с марта по август 1984 года. Играл на скрипке и гитаре. Бэк-вокалист.
Работал также в коллективах «Золотые яблоки», «Верасы» (скрипка, вокал — басовые партии)

## Фильмография
- 1974 — Ясь и Янина — студент-стройотрядовец, участник ВИА «Песняры»
- 1973 — Эта весёлая планета — участник ВИА «Песняры»